# Szczawno (Żórawie)
Szczawno – przysiółek wsi Żórawie w Polsce, położony w województwie zachodniopomorskim, w powiecie gryfińskim, w gminie Gryfino.
W latach 1975–1998 miejscowość administracyjnie należała do województwa szczecińskiego.
Szczawno jest położone na wschód od miejscowości Żórawie, nad rzeką Tywą. W miejscowości dominuje nowa zabudowa ze zlokalizowanymi tu zakładami produkcyjnymi, hurtownią i specjalistycznymi gospodarstwami rolnymi.